# ایر ماکائو

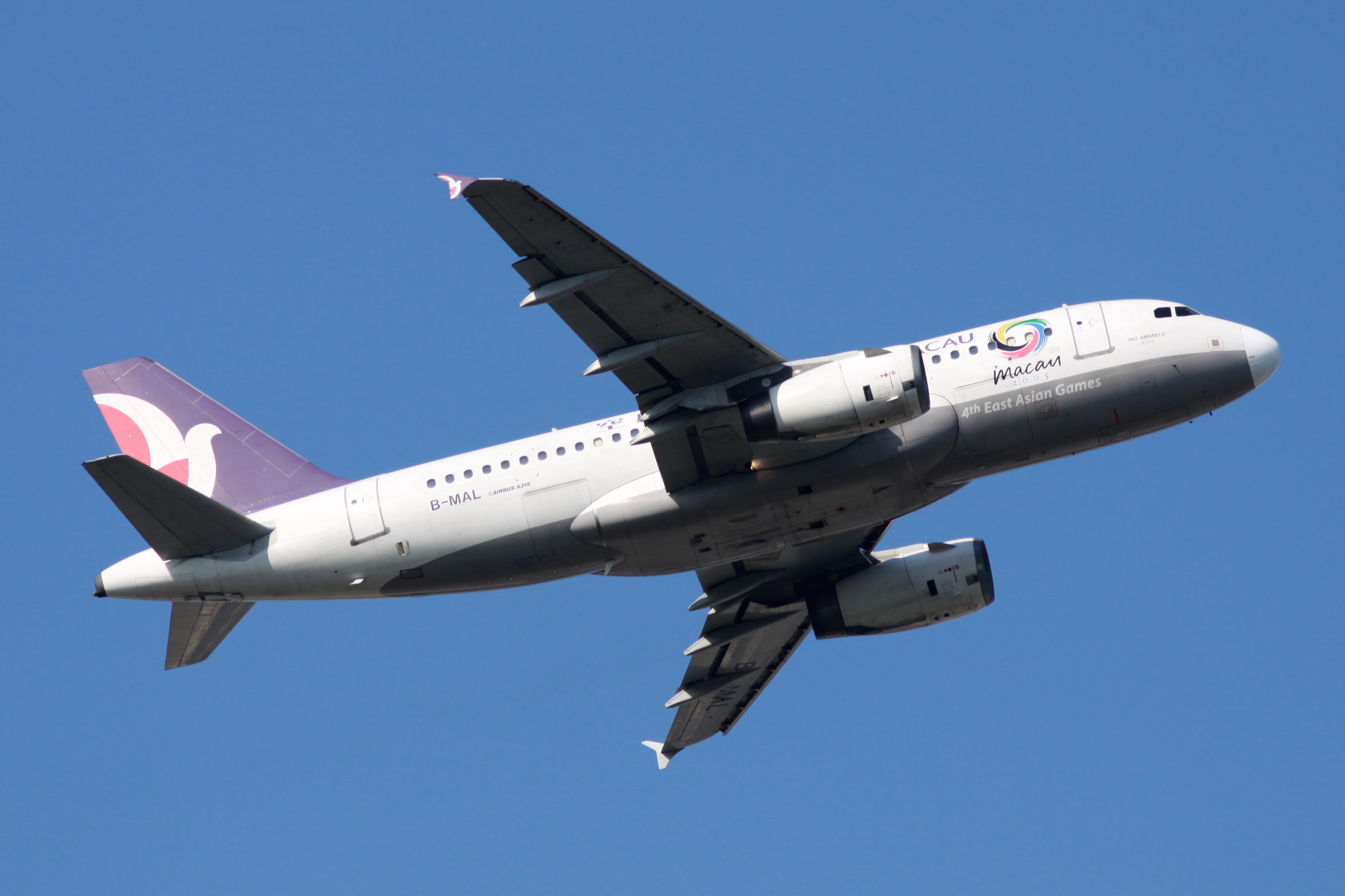
هواپیمای ایرباس ای۳۱۹ متعلق به ایر ماکائو

ایر ماکائو (به انگلیسی: Air Macau) شرکت هواپیمایی حامل پرچم ماکائو است، که در سال ۱۹۹۴ تأسیس شد و در حال حاضر روزانه به ۲۳ مقصد پروازهای مستقیم دارد.
دفتر مرکزی شرکت ایر ماکائو در ماکائو قرار دارد و فرودگاه بین‌المللی ماکائو، قطب این شرکت هواپیمایی به‌شمار می‌آید. این شرکت در حال حاضر در ناوگان هوایی خود، دارای ۱۵ فروند هواپیمای جت مسافربری می‌باشد.
بزرگترین سهام‌داران ایر ماکائو عبارتند از: ایر چاینا (۶۷٪)، تاپ پرتغال (۲۰٪) و اوا ایر (۵٪).